# 烏克蘭陣亡將士紀念日
為爭取烏克蘭獨立、主權和領土完整鬥爭中犧牲的烏克蘭陣亡者紀念日（烏克蘭語：День пам'яті захисників України, які загинули в боротьбі за незалежність, суверенітет і територіальну цілісність України），簡稱烏克蘭陣亡將士紀念日（烏克蘭語：пам'яті захисників України），是烏克蘭的一個紀念日，於每年8月29日紀念在爭取烏克蘭獨立、主權和領土完整的鬥爭中犧牲的人們。而為捍衛烏克蘭獨立而犧牲的軍人和志願人員將受到表彰。
這一天的象徵是向日葵，因為在2014年8月，許多烏克蘭士兵於向日葵田野裡殉國。

## 歷史
2019年8月24日，烏克蘭總統弗拉基米爾·澤連斯基於烏克蘭28週年獨立日簽署批准紀念日的法令。他表示感謝「那些讓我們今天能在明亮的陽光和清澈的藍天下站在這裡的人」。
此日為烏克蘭武裝部隊在頓巴斯遭受最大挫敗之日——2014年8月29日從伊洛瓦伊斯克戰役撤軍的日子。
2019年，烏克蘭國防部長斯捷潘·波爾托拉克簽署了一項命令，根據該命令，烏克蘭國防部和武裝部隊各單位全體領導將在紀念館紀念這一天。
2020年，烏克蘭各地計劃舉行一系列紀念和民族愛國活動，包括全烏克蘭紀念行動「向日葵」、烏克蘭國旗下半旗、宣布全國默哀一分鐘、限制娛樂活動和音樂會活動以及電視和電台的廣播，向烏克蘭陣亡者的紀念碑、紀念標誌和墓地獻花。

## 外部鏈接
- 烏克蘭總統令2019年8月23日第621/2019號 （页面存档备份，存于）——「紀念在烏克蘭獨立、主權和領土完整鬥爭中犧牲的烏克蘭陣亡者日」（乌克兰語）
- 紀念在烏克蘭獨立、主權和領土完整鬥爭中犧牲的烏克蘭陣亡者日的信息材料 （页面存档备份，存于）——烏克蘭退伍軍人事務部（乌克兰語）